# Anochetus isolatus
Anochetus isolatus é uma espécie de formiga do gênero Anochetus, ela não possui veneno e pertencente à subfamília Ponerinae.